# Яйлю
Яйлю (рос. Яйлю) — село Турочацького району, Республіка Алтай Росії. Входить до складу Артибаського сільського поселення.
Населення — 187 осіб (2015 рік).